# Anderson Lopes
Anderson Lopes (født 15. september 1993) er en brasiliansk fodboldspiller.